# Volo American Airlines 6780
Il volo American Airlines 6780, primo incidente mortale di un Convair CV-240, avvenne il 22 gennaio 1952.
L'aereo percorreva la rotta Buffalo-Rochester-Syracuse-Newark. Durante l'avvicinamento finale alla pista 6 dell'aeroporto di Newark-Liberty tramite il sistema di atterraggio strumentale, si schiantò alle 15:45 contro una casa all'incrocio tra Williamson e South Streets, nella città di Elizabeth, New Jersey, a circa 3,4 miglia (5,5 km) a sud-est di Newark. La causa dell'incidente non è mai stata determinata.
Il Convair, che si era spostato di 2.100 piedi (640 m) fuori rotta verso destra, mancò di poco la scuola femminile Battin High School, che aveva chiuso i battenti solo 45 minuti prima.

## Vittime
Tutti i 23 occupanti a bordo (20 passeggeri e 3 membri dell'equipaggio), più 7 persone a terra, morirono nello schianto e nel conseguente incendio.
Il comandante, Thomas J. Reid, la cui casa era a pochi isolati dalla scena dell'incidente, era appena tornato da un ponte aereo in Giappone; sua moglie aveva sentito l'incidente e aveva detto ai giornalisti che avevano pianificato di trasferirsi in una casa che avevano costruito a Point Pleasant, nel New Jersey.
Tra i passeggeri era presente Robert P. Patterson, un giurista ed ex sottosegretario alla guerra sotto Franklin Delano Roosevelt ed ex segretario alla guerra sotto Harry S. Truman. Patterson stava tornando dall'incontro con Thomas J. Watson dell'IBM, che lo aveva appena assunto per un nuovo caso il giorno prima. Patterson aveva terminato un caso federale a Buffalo prima del previsto il giorno prima e aveva cambiato il suo biglietto del treno con il posto su quell'aereo, secondo l'edizione del 23 gennaio del Deseret News.

## Conseguenze
Questo fu il secondo di una serie di tre incidenti che colpirono la città di Elizabeth in meno di due mesi. Il 16 dicembre 1951, un C-46 della Miami Airlines si era schiantato nel fiume Elizabeth poco dopo il decollo, con 56 persone a bordo e nessun superstite.
Il terzo incidente, il volo National Airlines 101, l'11 febbraio 1952, uccise 29 delle 63 persone a bordo e mancò di poco un orfanotrofio. A seguito di una protesta pubblica, l'aeroporto di Newark fu immediatamente chiuso dalla Port of New York Authority e rimase tale per nove mesi, fino al 15 novembre. Lo Stato di New York approvò una legge che richiedeva agli operatori di avvicinarsi agli aeroporti via acqua, ove possibile.
Il presidente Harry Truman lanciò una commissione d'inchiesta temporanea, guidata da Jimmy Doolittle, per studiare gli effetti degli aeroporti sui loro vicini. Il rapporto raccomandava l'istituzione di leggi di zonizzazione efficaci per impedire la costruzione di scuole, ospedali e altri luoghi di ritrovo sotto le rotte di avvicinamento finale.
I tre incidenti successivi hanno fornito l'ispirazione alla scrittrice e residente di Elizabeth Judy Blume per il suo romanzo del 2015 In the Unlikely Event.

## Fonti
- Report. - Civil Aeronautics Board -  PDF (PDF).
  -  Amendment. -  PDF (PDF).
- "Plane Crash" The Herald-Press, January 23, 1952. St. Joseph, Michigan. pp. 1, 6
- "Airliner Crash Deaths Reach 28". The Deseret News 23 gennaio 1952. pp. 1,2
- "Patterson called Great American by Truman". Pittsburgh Post-Gazette 23 gennaio 1952, pp. 1,3